# José Padilla Sánchez
José Padilla Sánchez, znany także jako José Padilla (ur. 23 maja 1889 w Almeríi, zm. 25 października 1960 w Madrycie) – hiszpański kompozytor i pianista, nazywany (hiszp.) el maestro Padilla, autor licznych przebojów, operetek oraz muzyki filmowej.
Znany z przebojów: 
- "El Relicario"
- "La Violetera" - melodia wykorzystana w filmach: Charlesa Chaplina: Światła wielkiego miasta (1931), Niepokorni (All Night Long) z Barbrą Streisand (1981) i Zapach kobiety (1992)[1]
- "Valencia"
- "Ça c'est Paris"

## Muzeum José Padilli w Madrycie
Muzeum Casa Museo José Padilla (hiszp.) otwarto 17 lutego 1992 przy Calle Gabriel Abreu 11, jest poświęcone twórczości, gromadzeniu pamiątek i upowszechnianiu wiedzy o kompozytorze.
23 lipca 2010 muzeum Casa Museo José Padilla zostało zamknięte z przyczyn ekonomicznych.